# Моніка Олів'є
Моніка Олів'є (нар. 13 травня 1998) — люксембурзька плавчиня.